# Gebouw van de Nationale Vergadering (Zuid-Korea)
In het gebouw van de Nationale Vergadering komt het parlement van de Republiek Korea bijeen. Het gebouw ligt op een eiland aan de zuidoever van de Han-rivier in de hoofdstad Seoel. Dit gebouw is in gebruik vanaf 1975.

## Geschiedenis
In mei 1966 stond president Park Chung-hee de bouw van een nieuw gebouw toe. Sinds de oprichting van de Republiek Korea maakte het assemblee gebruik van diverse gebouwen in Seoel, maar ook daarbuiten. Op 15 februari 1968 werd een comité gevormd om de plannen concreter te maken. Zes Koreaanse architecten werden uitgenodigd een ontwerp te maken. 
In het oorspronkelijke ontwerpplan was sprake van een plat dak en ontbrak de koepel. Het comité was het hier niet mee eens en besloot een koepel met een diameter van 50 meter en 20 meter hoog in de bouwplannen op te nemen, maar de architecten vonden het geen goed idee.
In het oorspronkelijke ontwerp telde het gebouw vijf verdiepingen, maar Park Chung-hee gaf opdracht om het hoger te maken. Er kwam een zesde verdieping bij. Verder zijn 24 pilaren rondom het gebouw toegevoegd, deze hebben grotendeels een decoratieve functie.

## Bouw en gebruik
Op 17 juli 1969 begon de bouw van het hoofdgebouw, in de tweede fase volgden de bijgebouwen. De bouw kwam op 1 september 1975 gereed. Het parlement van Zuid-Korea bestaat uit een kamer, maar bij de bouw werd rekening gehouden met twee kamers. Op de tweede verdieping is een vergaderzaal met 300 zitplaatsen voor het lagerhuis en een tweede zaal met 100 zitplaatsen voor het hogerhuis. Deze laatste heeft maar kort bestaan tijdens de 2e republiek (1960-1961). De hoofdvergaderzaal en de bijzaal hebben een halfronde vorm. Tussen beide zalen ligt de grote centrale hal onder de koepel, in het plafond zit een gele cirkel die de zon symboliseert met 24 zonnestralen.
Het gebouw staat op een terrein groot 800.000 pyeong, dat is ongeveer 2,6 miljoen m². Het gebouw voor de Nationale vergadering zelf is groot 330.000 m². Het gebouw heeft twee kelderverdiepingen en zes verdiepingen boven de grond. Het is 122 meter lang en 81 meter breed. Het is gemaakt van gewapend beton. Rondom het gebouw staan 24 granieten achthoekige pilaren. Midden op het dak ligt een koepel met een diameter van 64 meter. Deze koepel is gemaakt van brons. Het symboliseert de essentie van de parlementaire democratie, waarin verschillende meningen van het volk tot één conclusie komen.
Voor het gebouw ligt een groot plein met een fontein. In het midden staat sinds 1978 het standbeeld van Vrede en Voorspoed (Engels: The Statue of Peace and Prosperity). Rechts van het gebouw staat de bibliotheek en links een groot gebouw met kantoorruimte van de leden van de Nationale Vergadering.
Met het oog op een mogelijke eenwording van de twee Korea's kan de capaciteit van de hoofdvergaderzaal, met beperkte aanpassingen, worden uitgebreid naar 400 zitplaatsen. Voor de mogelijke invoering van een tweekamerstelsel, is er een aparte zaal met 100 zitplaatsen voor het te vormen hogerhuis. Zolang het hogerhuis niet is geformeerd, wordt de zaal gebruik door de vaste financiële commissie van de Nationale Vergadering. Voor het hoofdgebouw staan andere gebouwen zoals een aula en bibliotheek.
Het gebouw kan bezichtigd worden, na het maken van een afspraak. Op het terrein is een bezoekerscentrum.

## Fotogalerij

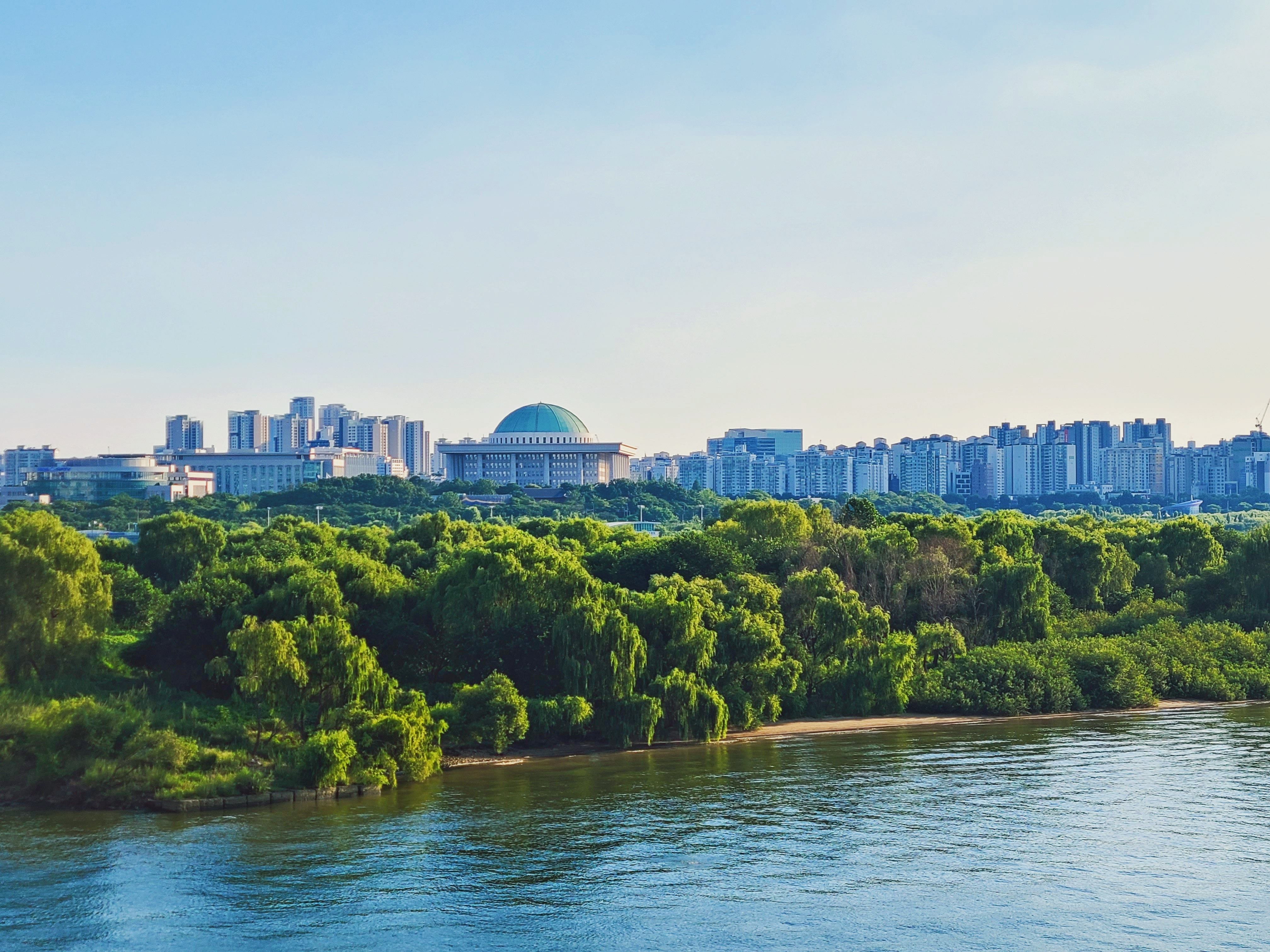
Gebouw gezien vanaf de Han-rivier
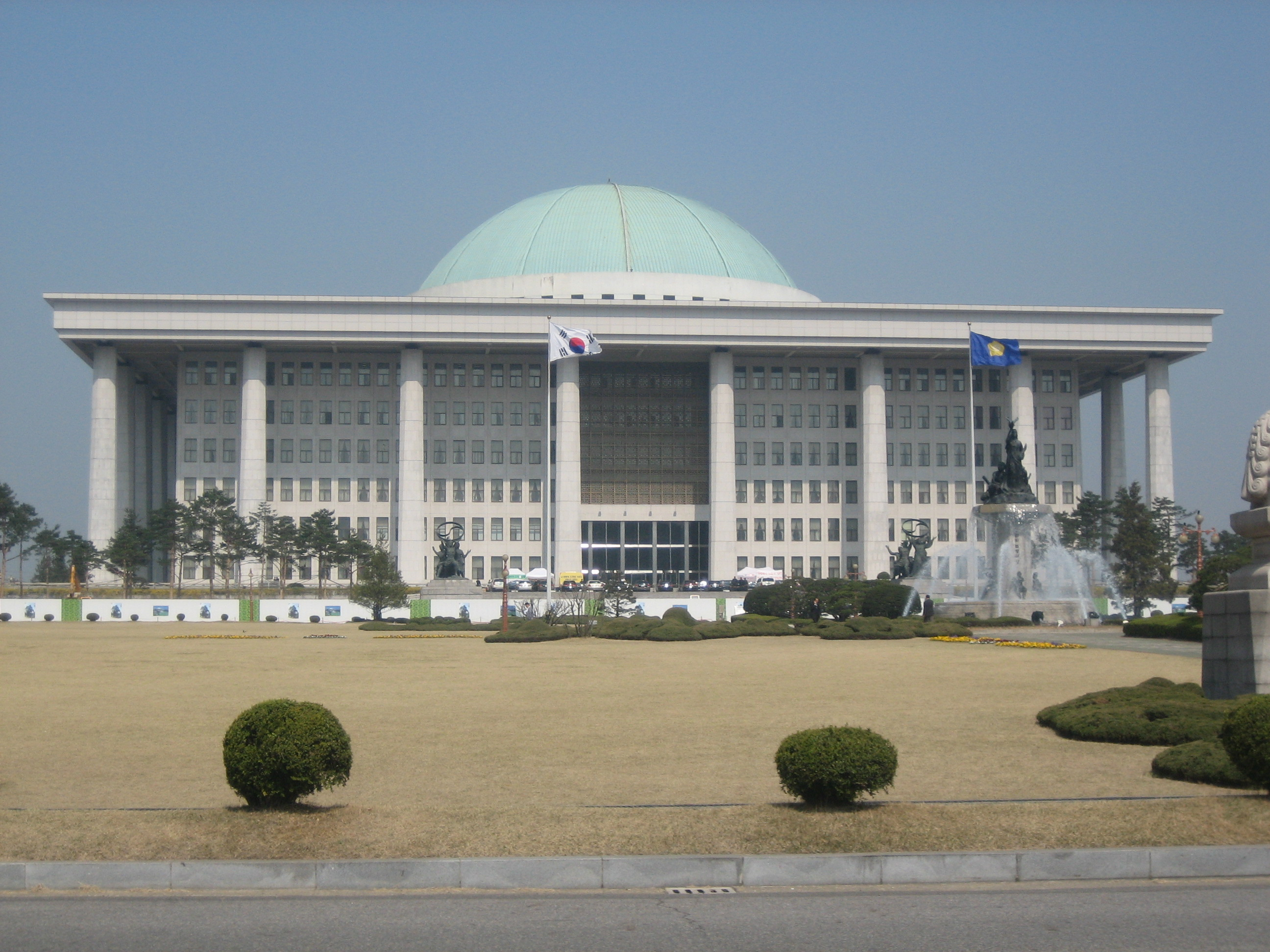
Voorzijde
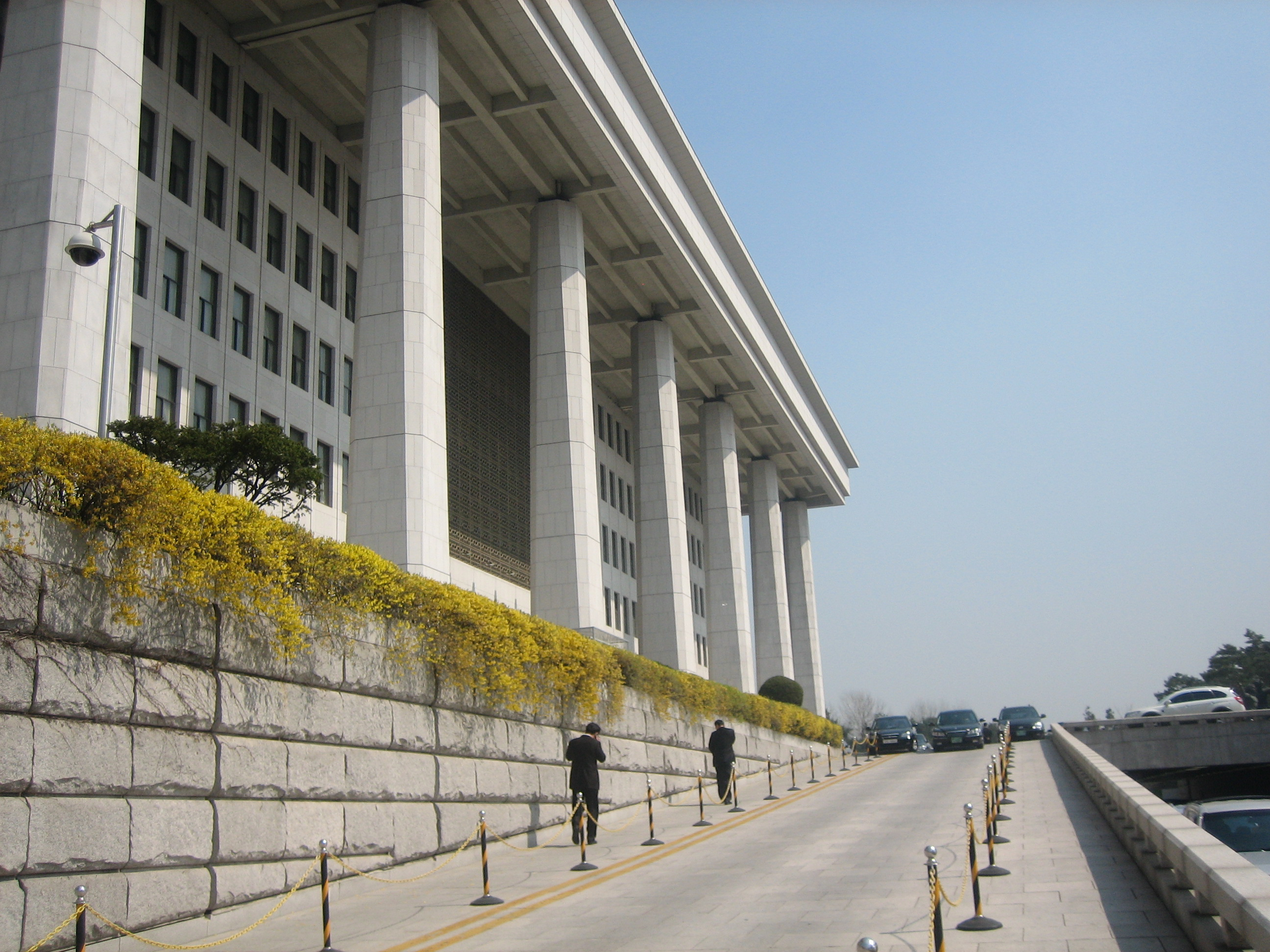
Zijaanzicht van de voorzijde
Hoofdvergaderzaal